# Oscar Landa
Pour les articles homonymes, voir Landa.
Oscar Emil Landa est un coureur cycliste norvégien, né le 15 août 1993 à Stavanger. 

## Biographie
Oscar Landa naît le 15 août 1993 à Stavanger en Norvège.

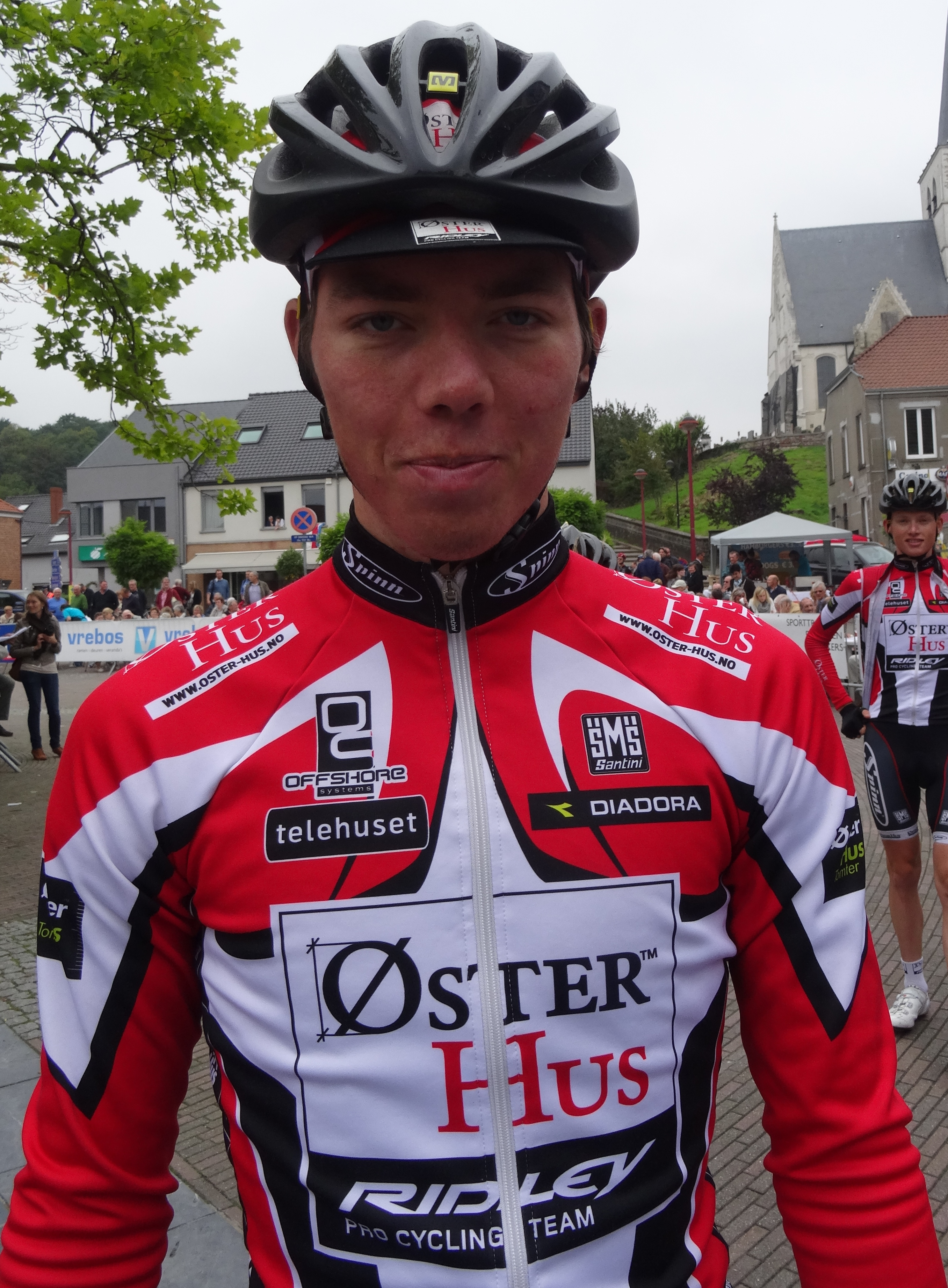
Oscar Landa lors du départ de la Course des raisins 2014 à Huldenberg.

En 2010, il remporte la 2e étape du Youth Tour juniors. Il fait son entrée en 2013 dans l'équipe continentale norvégienne Øster Hus-Ridley, il termine cette année-là 2e de l'Umag Trophy. En 2015, Øster Hus-Ridley devient Coop-Øster Hus. Oscar Landa remporte la 5e étape du Circuit des plages vendéennes et le Grand Prix Viborg.

## Palmarès et classements mondiaux

### Palmarès
- 2010[1]
  - 2e étape du Youth Tour juniors
- 2011
  - 2e du championnat de Norvège du contre-la-montre par équipes juniors
- 2012
  - 5e étape de l'U6 Cycle Tour
- 2013
  - 2e de l'Umag Trophy
  - 2e du championnat de Norvège du critérium
- 2015
  - 5e étape du Circuit des plages vendéennes
  - Grand Prix Viborg
  - 2e du championnat de Norvège du contre-la-montre par équipes
- 2016
  - Hamar Kriterium

### Classements mondiaux
| Année                                 | 2013 | 2014 | 2015 |
| ------------------------------------- | ---- | ---- | ---- |
| UCI Europe Tour                       | 425e | nc   | 342e |
|                                       |      |      |      |
| Légende : nc = non classéSource : UCI |      |      |      |